# Aruga falklandica
Aruga falklandica är en kräftdjursart. Aruga falklandica ingår i släktet Aruga och familjen Lysianassidae. Inga underarter finns listade i Catalogue of Life.